# Cinfães (freguesia)
A Freguesia de Cinfães, com sede na vila que lhe dá o nome, é uma freguesia portuguesa do Município de Cinfães com 25,43 km² de área e 3080 habitantes (censo de 2021), tendo, por isso, uma densidade populacional de 121,1 hab./km².

## Demografia
A população registada nos censos foi:
| Distribuição da População por Grupos Etários | Distribuição da População por Grupos Etários | Distribuição da População por Grupos Etários | Distribuição da População por Grupos Etários | Distribuição da População por Grupos Etários |
| -------------------------------------------- | -------------------------------------------- | -------------------------------------------- | -------------------------------------------- | -------------------------------------------- |
| Ano                                          | 0-14 Anos                                    | 15-24 Anos                                   | 25-64 Anos                                   | > 65 Anos                                    |
| 2001                                         | 548                                          | 473                                          | 1639                                         | 630                                          |
| 2011                                         | 559                                          | 376                                          | 1809                                         | 651                                          |
| 2021                                         | 379                                          | 357                                          | 1613                                         | 731                                          |

## Património
- Penedo de granito com motivos insculturados e esculturados
- Ilhota do Outeiro
- Casa da Quintã, e respectivo portal

## Cultura
- Centro de Interpretação do Vale de Bestança (Pias)[5]

## Lugares
- Travassos
- Avitoure
- Pias